# 팜스빌
팜스빌(Pharmsville Co. Ltd.)는 대한민국의 건강기능식품 기업이다. 본사는 서울특별시 강서구 마곡중앙8로3길 37에 위치해 있으며 대표이사는 이병욱이다.

## 상장
2019년 10월 22일에 주관사를 대신증권으로 공모가 14,000원에 코스닥 시장에 상장하였다.

## 같이 보기
- 뉴트리
- 노바렉스
- 에이치엘사이언스
- 비피도

## 참고문헌
1. ↑  이병욱 팜스빌 대표 "'악마 다이어트'로 국내 평정…글로벌 리더 도약", 뉴스핌, 2019-09-30
2. ↑  팜스빌, 항비만 특허 유산균 Wilac D001 미국 FDA 기능성소재로 등재, 팜뉴스, 2022.12.22
3. ↑  팜스빌, 항비만 특허유산균 '와이락 D001' 신기술 인증, 머니투데이, 2023-08-03